# بيرورابتور
بيرورابتور هو جنس ديناصور من عائلة الدرومايوصوريات عاش في أواخر العصر الطباشيري فيما يعرف الآن بجنوب فرنسا وشمال إسبانيا.